# Ipomopsis spicata
Ipomopsis spicata är en blågullsväxtart som först beskrevs av Thomas Nuttall, och fick sitt nu gällande namn av V. Grant. Ipomopsis spicata ingår i släktet Ipomopsis och familjen blågullsväxter.

## Underarter
Arten delas in i följande underarter:
- I. s. capitata
- I. s. orchidacea
- I. s. robruthiae
- I. s. spicata
- I. s. tridactyla
- I. s. cephaloidea